# Sainte-Verge
Sainte-Verge ist eine französische Gemeinde mit 1.404 Einwohnern (Stand: 1. Januar 2022) im Département Deux-Sèvres in der Region Nouvelle-Aquitaine. Sie gehört zum Arrondissement Bressuire und zum Kanton Thouars.

## Lage
Sainte-Verge liegt am Fluss Thouet, der die Gemeinde im Westen begrenzt, etwa 23 Kilometer nordöstlich von Bressuire. Umgeben wird Sainte-Verge von den Nachbargemeinden Saint-Martin-de-Sanzay im Norden, Louzy im Osten, Thouars im Süden, Sainte-Radegonde im Südwesten sowie Loretz-d’Argenton mit Argenton-l’Église im Westen.

## Bevölkerungsentwicklung
| Jahr                       | 1962 | 1968 | 1975 | 1982 | 1990 | 1999 | 2006 | 2019 |
| Einwohner                  | 961  | 1007 | 1135 | 1242 | 1202 | 1329 | 1453 | 1377 |
| Quellen: Cassini und INSEE |      |      |      |      |      |      |      |      |

## Sehenswürdigkeiten
- Kirche Notre-Dame
- Schloss La Forêt
- Schloss La Gosselinière
- Mühle Blanchard

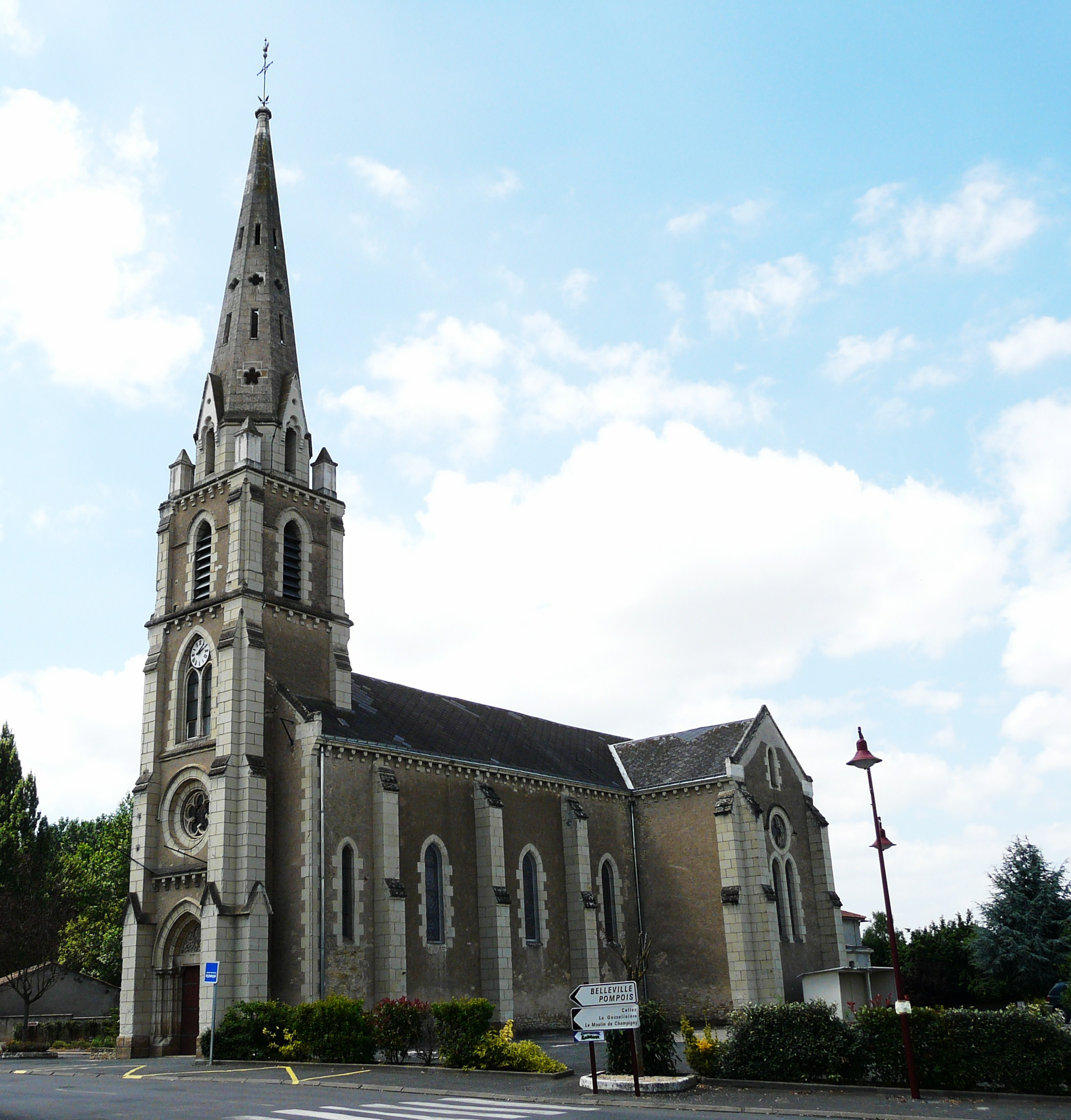
Kirche
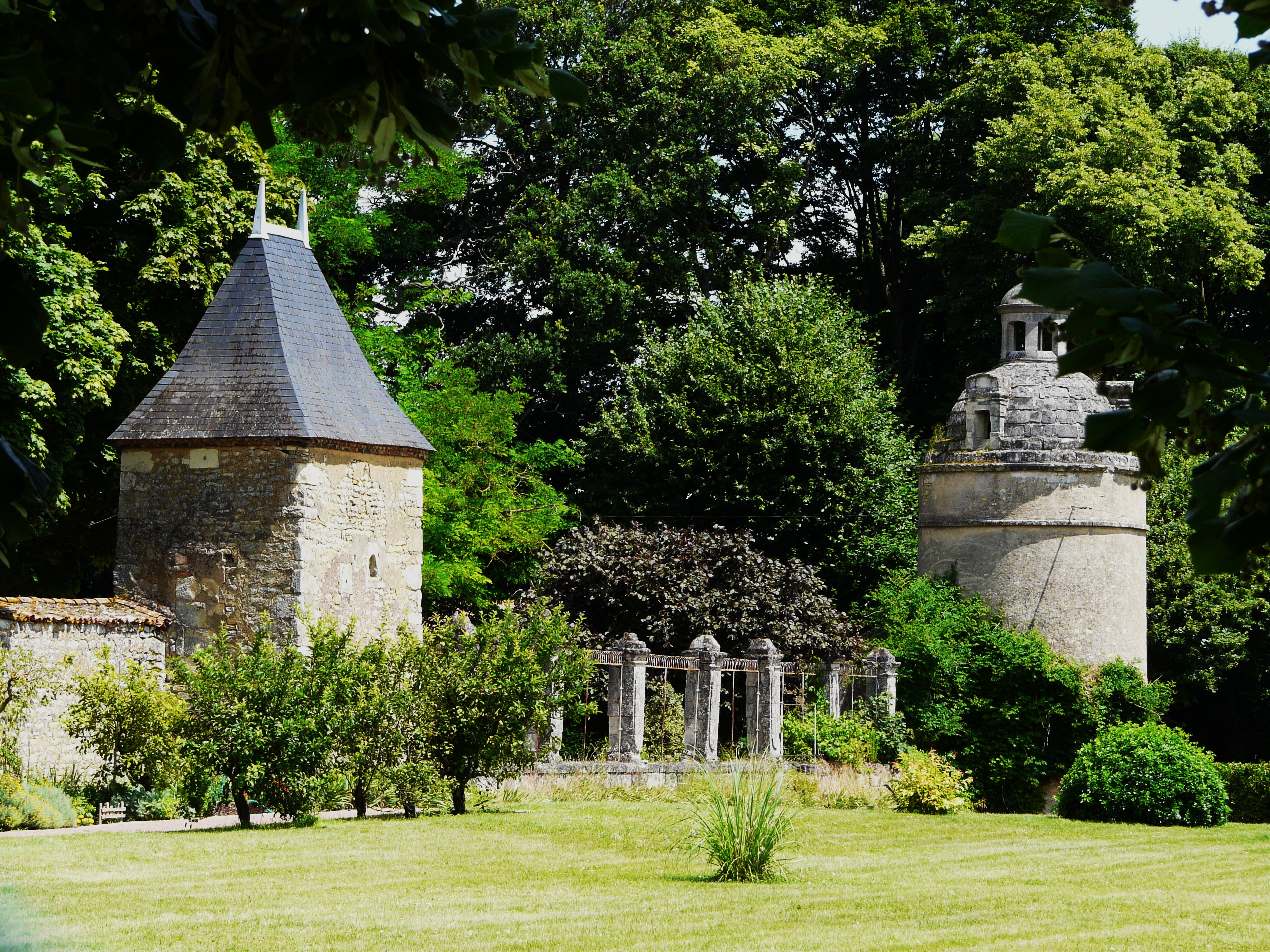
Türme beim Schloss La Forêt
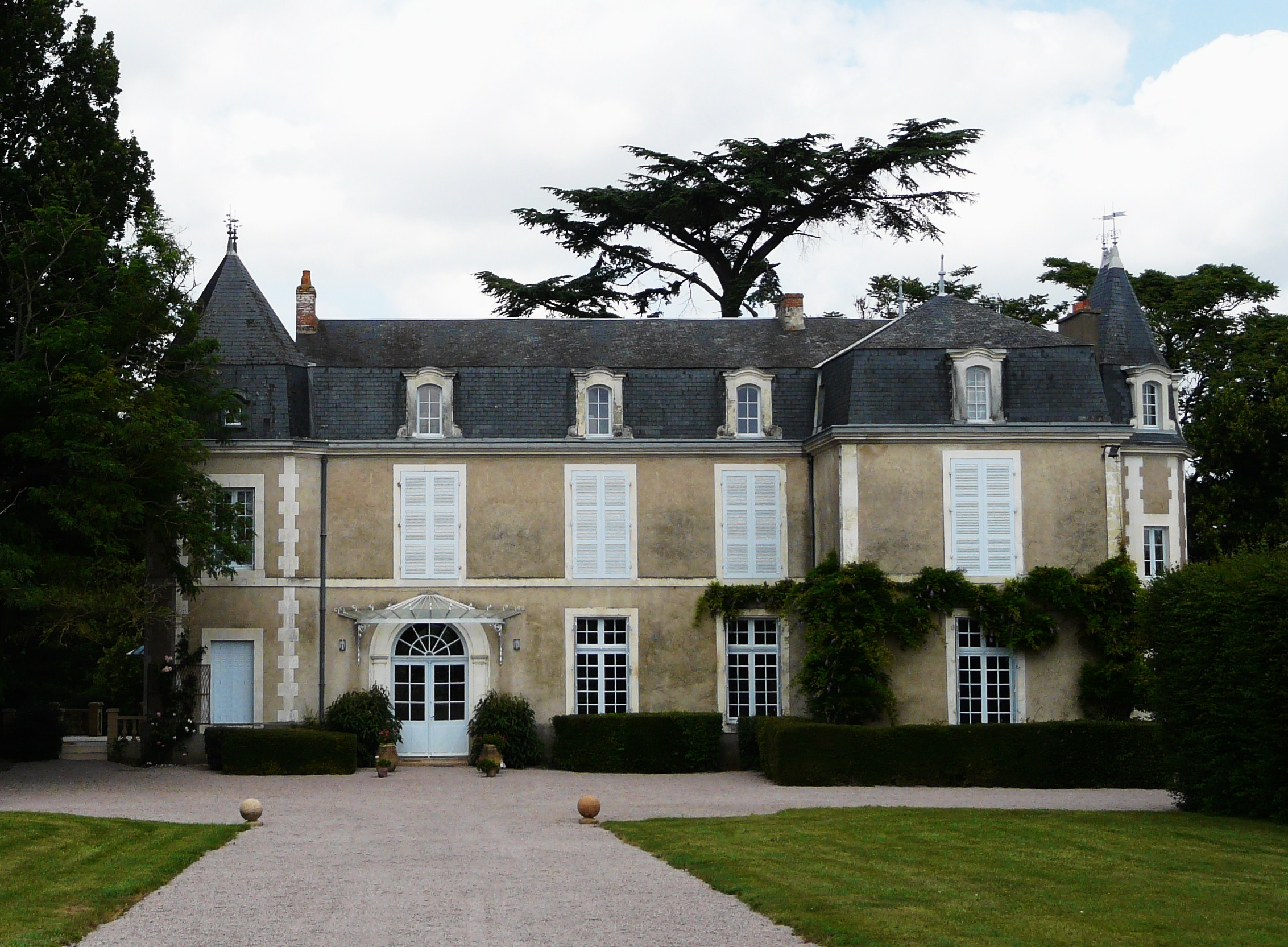
Schloss Gosselinière

## Weinbau
Die Weinreben in der Gemeinde gehören zum Weinbaugebiet Anjou.

## Gemeindepartnerschaft
Mit der spanischen Gemeinde Hoyos in der Provinz Cáceres besteht seit 2000 eine Partnerschaft.